# Xã Addison, Quận Knox, Nebraska
Xã Addison (tiếng Anh: Addison Township) là một xã thuộc quận Knox, tiểu bang Nebraska, Hoa Kỳ. Năm 2010, dân số của xã này là 138 người.